# Bujan-Klasse
Die Projekt 21630, Deckname  Bujan (russisch Буян), ist eine Klasse von Korvetten der Russischen Marine. Die modernen Korvetten mit Tarnkappentechnik sind für den Küsten- und Binnengewässerschutz und ferner für das Anlanden und Unterstützen von Spezialeinheiten ausgelegt.
Das modifizierte Projekt 21631 wird als „Bujan-M“ bezeichnet. Die Exportversion des Projektes 21630, u. a. für Kasachstan, wird als Projekt 21632 „Tornado“ bezeichnet. Bei den Schiffen des Projektes 21631 gab es erhebliche Schwierigkeiten mit den verbauten Dieselmotoren.

## Einheiten

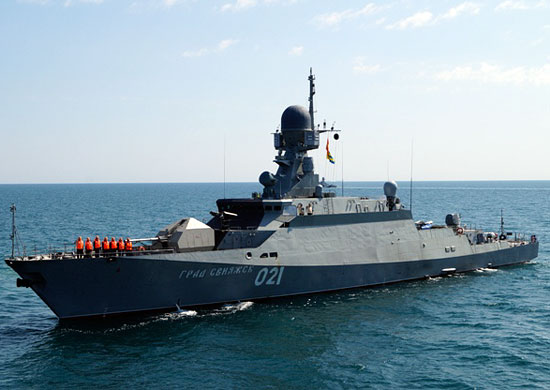
Die Grad Swijaschsk der Bujan-M-Klasse (2015)

| Kennung                 | Name                       | Werft                          | Kiellegung            | Stapellauf            | Indienststellung      | Bemerkungen (Flotte)        |
| Projekt 21630 "Bujan"   | Projekt 21630 "Bujan"      | Projekt 21630 "Bujan"          | Projekt 21630 "Bujan" | Projekt 21630 "Bujan" | Projekt 21630 "Bujan" | Projekt 21630 "Bujan"       |
| ----------------------- | -------------------------- | ------------------------------ | --------------------- | --------------------- | --------------------- | --------------------------- |
| 017                     | Astrachan                  | Almas-Werft, Sankt Petersburg  | 30. Januar 2004       | 7. Oktober 2005       | 1. September 2006     | aktiv (Kaspische Flottille) |
| 161                     | Wolgodonsk (ex-„Kaspijsk“) | Almas-Werft, Sankt Petersburg  | 25. Februar 2005      | 6. Mai 2011           | 28. Dezember 2011     | aktiv (Kaspische Flottille) |
| 020                     | Machatschkala              | Almas-Werft, Sankt Petersburg  | 24. März 2006         | 27. April 2012        | 4. Dezember 2012      | aktiv (Kaspische Flottille) |
| Projekt 21631 "Bujan-M" |                            |                                |                       |                       |                       |                             |
| 021                     | Grad Swijaschsk            | Selenodolsk-Werft, Selenodolsk | 27. August 2010       | 9. März 2013          | 27. Juli 2014         | aktiv (Kaspische Flottille) |
| 022                     | Uglitsch                   | Selenodolsk-Werft, Selenodolsk | 22. Juli 2011         | 10. April 2013        | 27. Juli 2014         | aktiv (Kaspische Flottille) |
| 651                     | Weliki Ustjug              | Selenodolsk-Werft, Selenodolsk | 27. August 2011       | 21. Mai 2014          | 15. Dezember 2014     | aktiv (Kaspische Flottille) |
| 602                     | Seljony Dol                | Selenodolsk-Werft, Selenodolsk | 29. August 2012       | 2. April 2015         | 13. Dezember 2015     | aktiv (Baltische Flotte)    |
| 603                     | Serpuchow                  | Selenodolsk-Werft, Selenodolsk | 25. Januar 2013       | 3. April 2015         | 13. November 2015     | aktiv (Baltische Flotte)    |
| 609                     | Wyschni Wolotschok         | Selenodolsk-Werft, Selenodolsk | 29. August 2013       | 22. August 2016       | 1. Juni 2018          | aktiv (Schwarzmeerflotte)   |
| 626                     | Orechowo-Sujewo            | Selenodolsk-Werft, Selenodolsk | 29. Mai 2014          | 17. Juni 2018         | 10. Dezember 2018     | aktiv (Schwarzmeerflotte)   |
| 630                     | Inguschetija               | Selenodolsk-Werft, Selenodolsk | 29. August 2014       | 11. Juni 2019         | 28. Dezember 2019     | aktiv (Schwarzmeerflotte)   |
| 600                     | Grajworon                  | Selenodolsk-Werft, Selenodolsk | 10. April 2015        | April 2020            | 20. Januar 2021       | aktiv (Schwarzmeerflotte)   |
| 575                     | Grad                       | Selenodolsk-Werft, Selenodolsk | 24. April 2017        | September 2021        | 29. Dezember 2022     | aktiv (Baltische Flotte)    |
| 595                     | Naro-Fominsk               | Selenodolsk-Werft, Selenodolsk | 23. Februar 2018      | 9. Dezember 2022      | 25. Dezember 2023     | aktiv (Baltische Flotte)    |
|                         | Stawropol                  | Selenodolsk-Werft, Selenodolsk | 12. Juli 2018         | 11. Juni 2024         |                       | im Bau                      |

## Einsätze und Sonstiges
Die modifizierten Korvetten Seljony Dol und Serpuchow feuerten am 19. August 2016 
im Rahmen des russischen Militäreinsatzes in Syrien im östlichen Mittelmeer Kalibr-Marschflugkörper auf Kommandoposten, Munitionsdepots und Waffenfabriken der Al-Nusra-Front bei Dar Taaza ab.
Anfang Oktober 2016 schickte die russische Marine die Korvetten Serpuchow und Seljony Dol erneut ins Mittelmeer, um gemeinsam mit der Korvette Mirasch (Projekt 1234.1) den russischen Flottenverband vor der syrischen Küste zu verstärken.
Am 13. Oktober 2023 meldeten ukrainische Stellen, dass ein Raketenschiff des Typs Bujan und ein Patrouillenschiff der Schwarzmeerflotte während des russisch-ukrainischen Krieges bei Sewastopol durch Angriffe mit Seedrohnen beschädigt worden seien. Der russische Gouverneur von Sewastopol ließ erklären, die Explosionsgeräusche würden von Übungen gegen Unterwassersabotagetrupps stammen.
Der ukrainische Geheimdienst veröffentlichte am 8. April 2024 ein Video, das eine Explosion auf dem russischen Mehrzweckkampfschiff Serpuchow am Marinestützpunkt Baltisk in der russischen Exklave Kaliningrad zeigen soll. Das bei dem Angriff verursachte Feuer habe das Schiff vor allem im Inneren schwer beschädigt.